# Thomaskirche (Erfurt)
Die Thomaskirche ist eine evangelisch-unierte Kirche im neugotischen Stil und steht in einer Parkanlage an der Schillerstraße in Erfurt, im Stadtteil Löbervorstadt. Die Kirche wurde Anfang des 20. Jahrhunderts als Ersatz für die zu klein gewordene Alte Thomaskirche errichtet und besitzt den zweithöchsten Kirchturm der Stadt mit 72 Metern Höhe. Sie dient als Pfarrkirche der Thomasgemeinde und beherbergt ein gotisches Altarretabel von 1445, das zu den vier wertvollen Erfurter Schnitzaltären gehört.

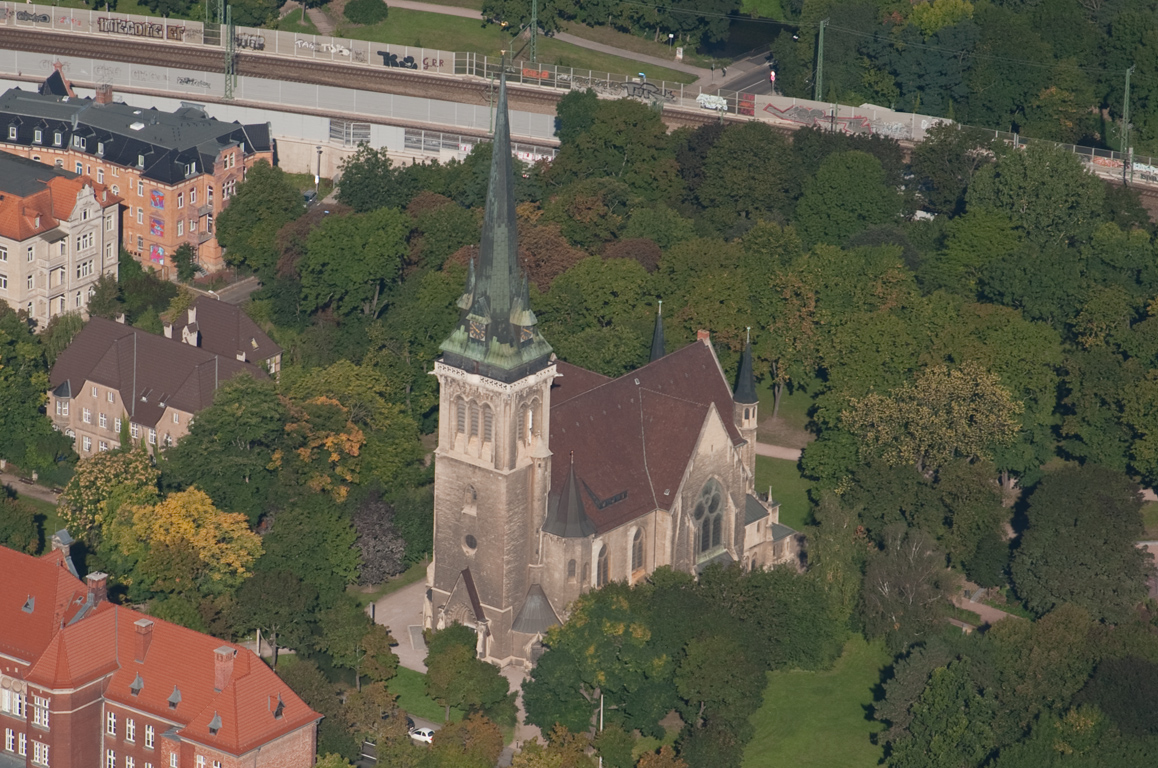
Thomaskirche in Erfurt (Luftbild 2010)

## Geschichte

### Alte Thomaskirche
Hauptartikel:  Alte Thomaskirche
Die alte Thomaskirche war eine gotische Saalkirche an der Ecke Löberstraße / Rosengasse und diente bis zum Abbruch 1903 als evangelische Gemeindekirche der Löbervorstadt. Die Kirchgemeinde erstreckte sich bis zur Entfestigung 1872 zwischen innerer und äußerer Stadtmauer im Süden von Erfurt. Während des Mittelalters wurde dieses Gebiet vor allem von ärmeren Menschen bewohnt, wie zum Beispiel Tagelöhnern, Trägern sowie den Löbern, die das Handwerk der Gerberei ausübten und dem Viertel seinen Namen gaben. Aus diesem Grund handelte es sich bei der alten Thomaskirche um einen der kleinsten Kirchenbauten in der Stadt mit schlichter Architektur und wenigen kostbaren Inventargegenständen, wie zum Beispiel dem Schnitzaltar von 1445. Im Jahr 1282 wurde die alte Thomaskirche erstmals schriftlich in einer Urkunde erwähnt. Vermutlich in der ersten Hälfte des 14. Jahrhunderts wurde sie im Stil der Gotik neu erbaut. In dieser Form blieb sie bis zu ihrem Abbruch erhalten und gehörte damit zu den wenigen Erfurter Kirchen, die weder durch Stadtbrände noch wegen Baufälligkeit größere bausubstanzliche Veränderungen erfuhren. Nach der Entfestigung Erfurts 1872 verlagerte sich die Löbervorstadt in Richtung Süden, woraufhin ab 1890 zwischen Flutgraben und Steigerwald zahlreiche Wohnneubauten entstanden und die alte Thomaskirche nicht mehr genug Platz für die gewachsene Gemeinde bot. Außerdem siedelten sich viele wohlhabende Bürger im Viertel an, die sich eine repräsentativere und zentraler gelegene Gemeindekirche wünschten. Damit hatte sich die Thomasgemeinde von der einst kleinsten und ärmsten zu einer der größten und reichsten Kirchengemeinden von Erfurt entwickelt.

### Heutige Thomaskirche

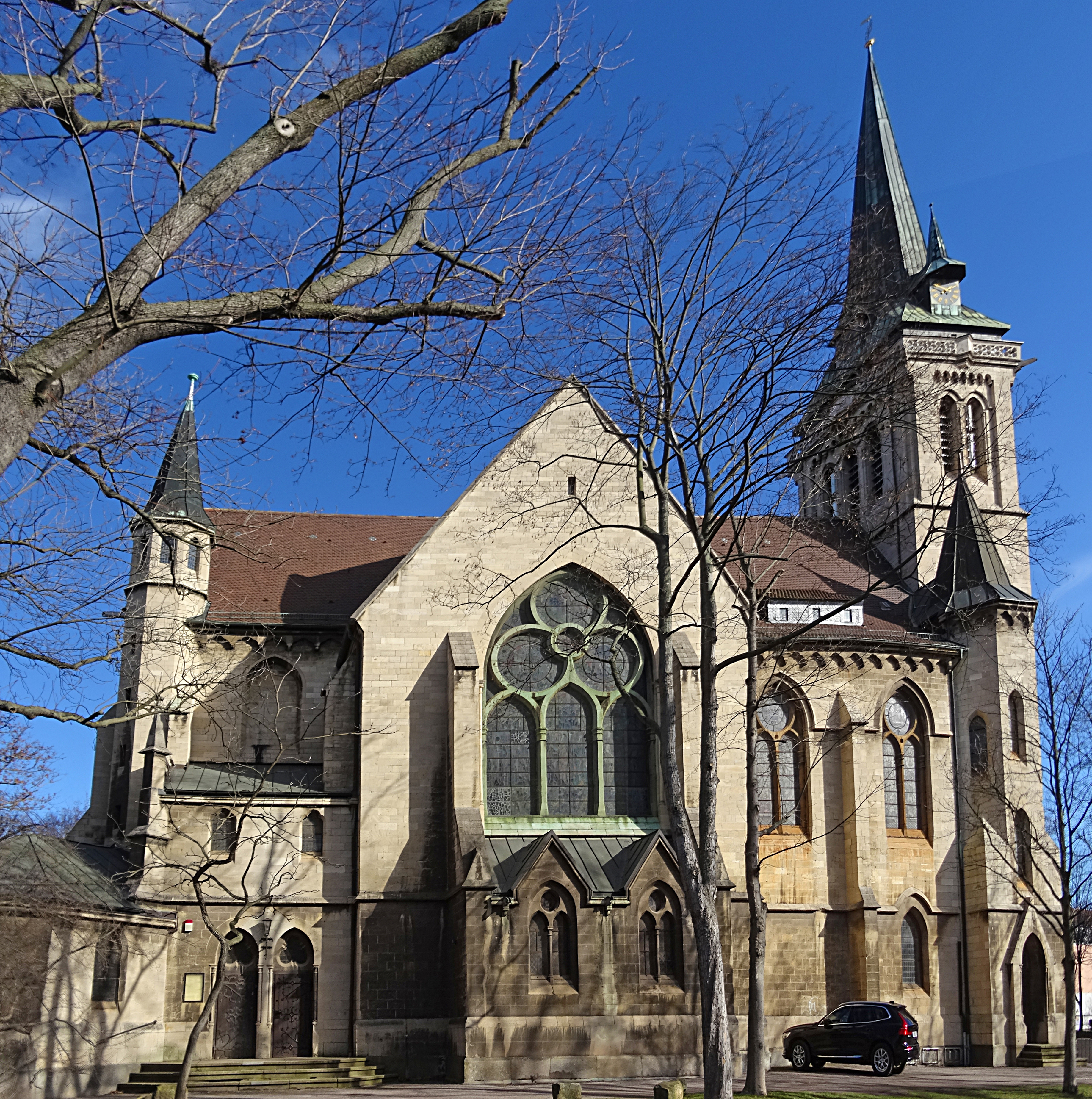
Thomaskirche in Erfurt

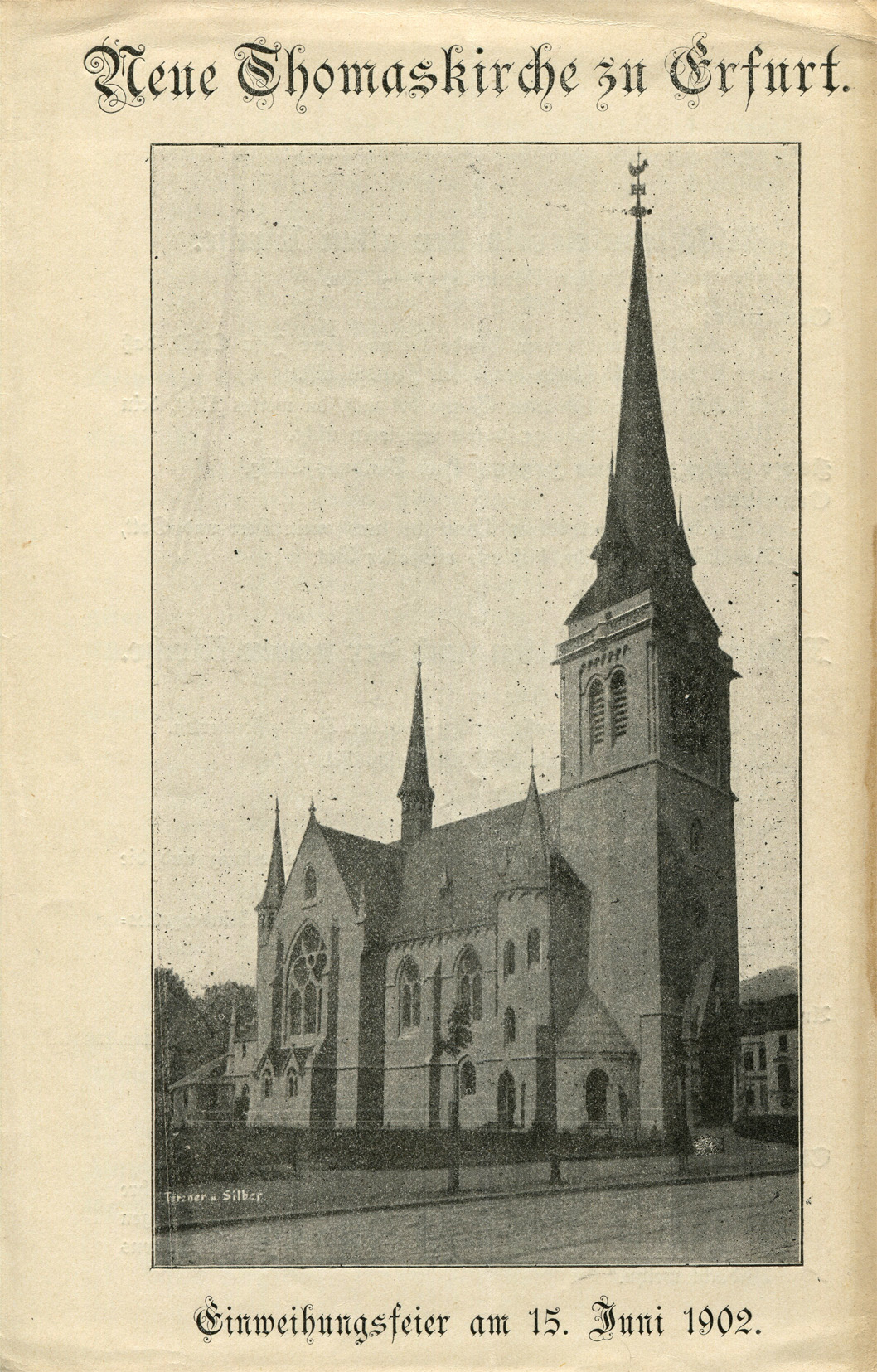
Titelblatt der Broschüre zur Einweihung der Neuen Thomaskirche

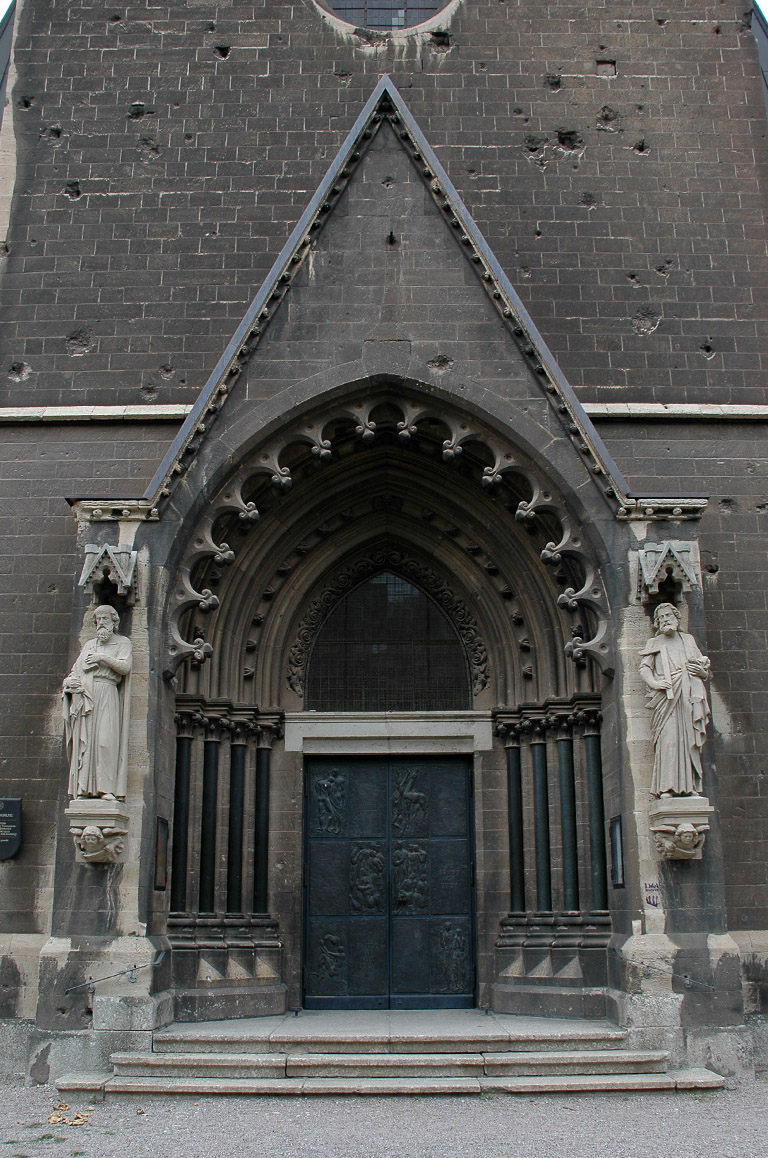
Südportal der Thomaskirche mit Bombensplitter-Einschlägen (2007)

Nach der Grundsteinlegung für die neue Thomaskirche am 29. April 1900 wurde unter Leitung des Pfarrers Alfred Fritzsche und des Hannoverschen Architekten Rudolph Eberhard Hillebrand mit einem neugotischen Neubau in einer Parkanlage in der Schillerstraße begonnen. Dabei hatte man sich für eine nördliche Ausrichtung der Kirche entschieden, parallel zur Viktoriastraße (heutige Puschkinstraße), um dem Verkehrslärm in der Schillerstraße zu entfliehen. Für die Außenarbeiten waren der Maurermeister Ferdinand Schmidt und der Steinmetzmeister C. Walther sowie für die Innenausmalung und Gestaltung der Farbverglasungen der Dekorationsmaler Alexander Linnemann zuständig. Nach zweijähriger Bauzeit wurde die neue Thomaskirche mit Platz für ca. 1.100 Besucher am 15. Juni 1902 in einem Festgottesdienst eingeweiht. Im Gegenzug wurden die alte Thomaskirche ein Jahr später abgerissen und zuvor wertvolle Ausstattungsstücke, wie beispielsweise das Altarretabel von 1445 und ein Sakramentshäuschen, in den Neubau übernommen. Jedoch wurde das Retabel nicht wie in der alten Thomaskirche auf den Altar gestellt, sondern im nebenan gelegenen Kirchensaal verwahrt. An Stelle der alten Thomaskirche, auf dem heutigen Grundstück Löberstraße 18, wurde ein mehrgeschossiges Zeilenhaus errichtet, das mit seinem Namen Haus zum St. Thomas bis heute an den sakralen Vorgängerbau erinnert. Zwischen 1910 und 1913 entstand zwischen der Thomaskirche und der Puschkinstraße das Pfarr- und Gemeindehaus. Anfang der 1930er Jahre wurde das Altarretabel von 1445, das im 19. Jahrhundert mit neuen Farben übermalt worden war, durch den Landeskonservator Albert Leusch aus Halle an der Saale in den originalen Zustand zurückgeführt. Im Jahr 1902 erfolgte das Einschmelzen aller drei Glocken der alten Thomaskirche und dafür die Herstellung der kleinen „Luther-“, mittleren „Thomas-“ und großen „Christusglocke“, von denen die kleinere 1917 eingezogen und 1926 durch einen Neuguss ersetzt wurde. Die größeren Glocken mussten während des Zweiten Weltkriegs abgeben werden, so dass bis in die 1950er Jahre einzig die kleine „Lutherglocke“ zur Verfügung stand.
Am Morgen des 31. März 1945 erreichten drei Staffeln der 3rd Air Division der United States Army Air Forces (USAAF) bestehend aus zahlreichen Bombern des Types B-17 die Stadt Erfurt und begannen einen Luftangriff auf das mittlere und südliche Stadtgebiet. Dabei trafen Sprengbomben das östliche Kirchenschiff der Thomaskirche und beschädigten das Dach und die Außenmauer in diesem Bereich schwer. Im Inneren wurden die Gewölbe, die Emporen, die Walcker-Orgel und die Innenausmalung stark in Mitleidenschaft gezogen. Des Weiteren zerbrachen alle Scheiben der Kirchenfenster und die Christusstatue über dem Hauptportal ging verloren. Anhand von internen Berichten der USAAF zeigte sich später, dass dieser Luftangriff ursprünglich der Stadt Gotha gegolten hatte und aufgrund der schlechten Sichtverhältnisse an diesem Tag eine Zielverwechselung stattgefunden hatte.
Infolge der schweren Schäden konnte die Thomasgemeinde ihre Kirche nicht mehr für Gottesdienste nutzen und musste in die altlutherische Christuskirche in der Tettaustraße ausweichen. Trotz widriger Bedingungen konnte die Thomaskirche nach Entwürfen der Architekten Theo Kellner und Karl Tetzner unter Bauherrschaft der Pfarrer Kurt Pohl und Johannes Mebus wieder aufgebaut und am 24. September 1950 neu eingeweiht werden. Dabei kam es zu verschiedenen Änderungen im Kircheninneren, so wurde zum Beispiel das Altarretabel von 1445 auf den Altartisch neuangeordnet und eine sehr schlichte Ausmalung gewählt. In den Jahren 1947 und 1956 erfolgte das Einsetzen farbiger Glasfenster, die die Werkstatt von Ernst Kraus in Weimar nach Entwürfen des Hallenser Grafikers Karl Völker hergestellt hatte. Zwischen 1955 und 1957 wurde der Altar aus Seeberger Sandstein errichtet. Der Taufdeckel, das Altarkreuz und der Altarleuchter aus dem Jahr 1952 stammen von Helmut Griese. Am 15. März 1957 wurden vier neue Stahlglocken aus der Apoldaer Gießerei Schilling geliefert und am 29. September durch den Bischof Johannes Jänicke aus Magdeburg  mit den Namen Christus, Thomas, Luther und Menius benannt. Die große Glocke musste wegen eines Risses 1959 entfernt werden, konnte jedoch drei Jahre später durch einen von dem damaligen Kirchenpräsidenten Martin Niemöller gestifteten Neuguss ersetzt werden. Im Jahr 1974 wurden zwölf Relieftafeln aus Bronze für die Tür des Hauptportals von den Pfarrern Johannes Mebus und Kurt Pohl gestiftet und nach Entwürfen des Berliner Bildhauers Werner Stötzer gegossen. Jedoch konnten diese Tafeln erst viele Jahre später angebracht werden. Am 21. Dezember 1998, am Tag des Apostels Thomas, erfolgte die Einweihung des neuen Hauptportals. Auch die im Jahr 1950 neugefertigte Orgel konnte erst 1993 durch die Orgelbauwerkstatt Schuke aus Potsdam vervollständigt werden und gehört seither zu den größten Orgeln in Erfurt.
In der Zeit der DDR kam es aufgrund des anhaltenden Baustoffmangels zu einem stetigen Verfall der Kirche, so dass sich Anfang der 1980er Jahre das Dach in einem sehr schlechten Zustand befand. Schließlich konnte 1987 das Dach der Kirche im Zusammenhang mit einem Kirchenbauprogramm in der DDR dank Materialspenden aus der Bundesrepublik Deutschland mit roten Dachziegeln saniert werden. Im Jahr 1994 wurde der Freundeskreis Thomaskirche Erfurt e. V. gegründet, der sich seither für die Sanierung und Instandhaltung der Kirche einsetzt und sich aus Gemeindemitgliedern und interessierten Bürgern zusammensetzt. Im Januar 2000 wurde die Thomaskirche durch das Architekturbüro Hardt, Scheler und Partner renoviert und dabei die 1945 zugemauerte, 4,5 Meter hohe Fensterrosette an der Nordwand wiederhergestellt und nach Entwürfen von Susanne Precht aus Lauscha mit einer neuen Verglasung versehen. Des Weiteren wurden der Innenraum neu ausgemalt und der Altarbereich für Chor- und Orchesterveranstaltungen vergrößert. Während der Sanierungsarbeiten fanden die Gottesdienste in der katholischen Neuwerkskirche der Partnergemeinde Crucis-St. Wigbert statt. Die Kirche wurde am 24. September 2000, dem fünfzigsten Jahrestag der Wiedereinweihung nach dem Wiederaufbau, erneut eingeweiht. Im Jahr 2003 erfolgte die Sanierung der Kapelle und unter dem Dach des Freundeskreises die Gründung der „Thomasstiftung“. Sie wird von einem Stiftungsrat verwaltet, der sich aus drei Mitgliedern des Freundeskreises zusammensetzt. Die „Thomasstiftung“ organisiert zum Beispiel musikalische Veranstaltungen für die Kirche.
Als Pfarrer sind seit 2014 Christoph Knoll und seit 2008 Bianka Uebach-Larisch sowie als Kantorin ist seit 2006 Sabine Strobelt tätig.

## Architektur und Ausstattung

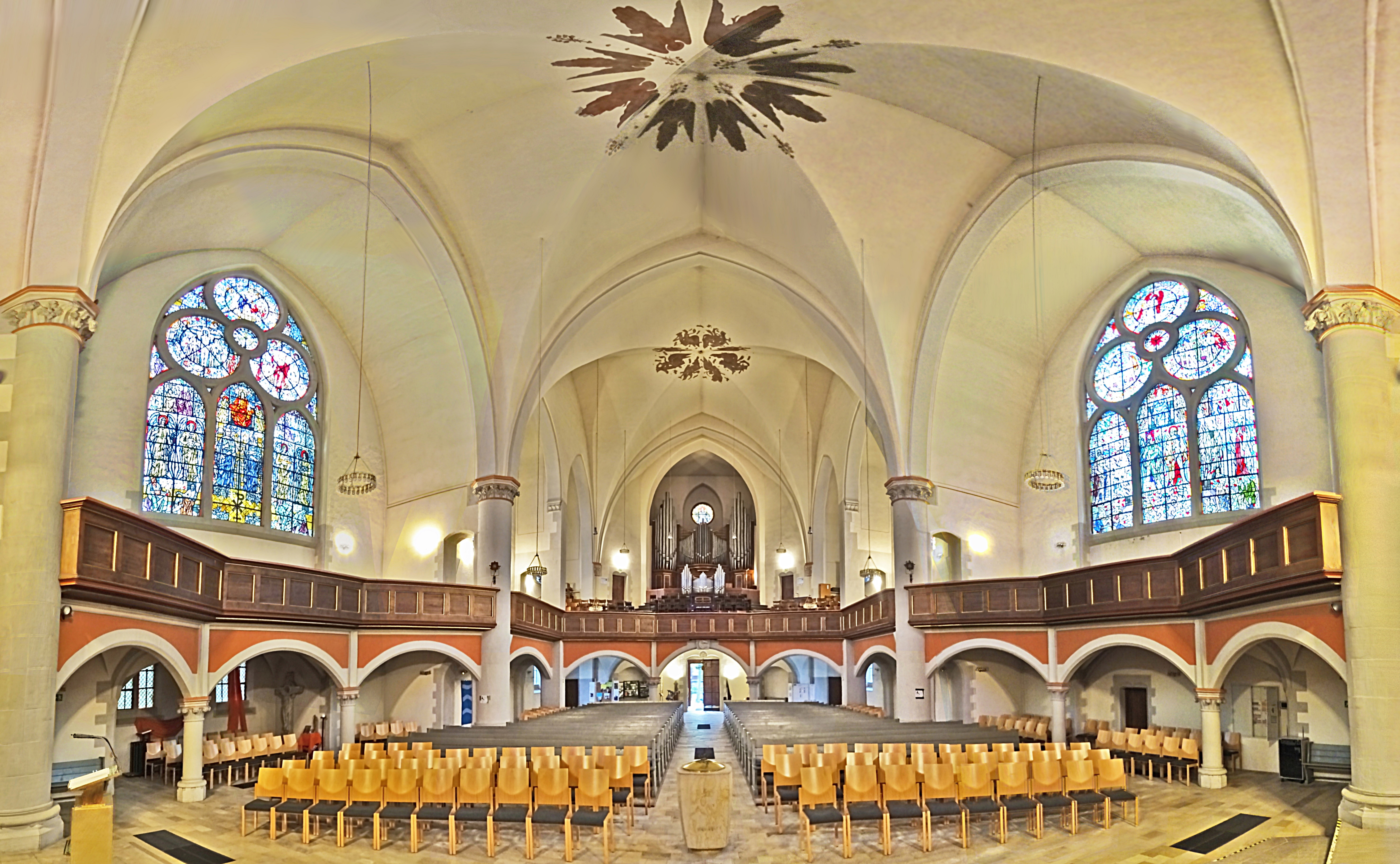
Innenraum-Panorama

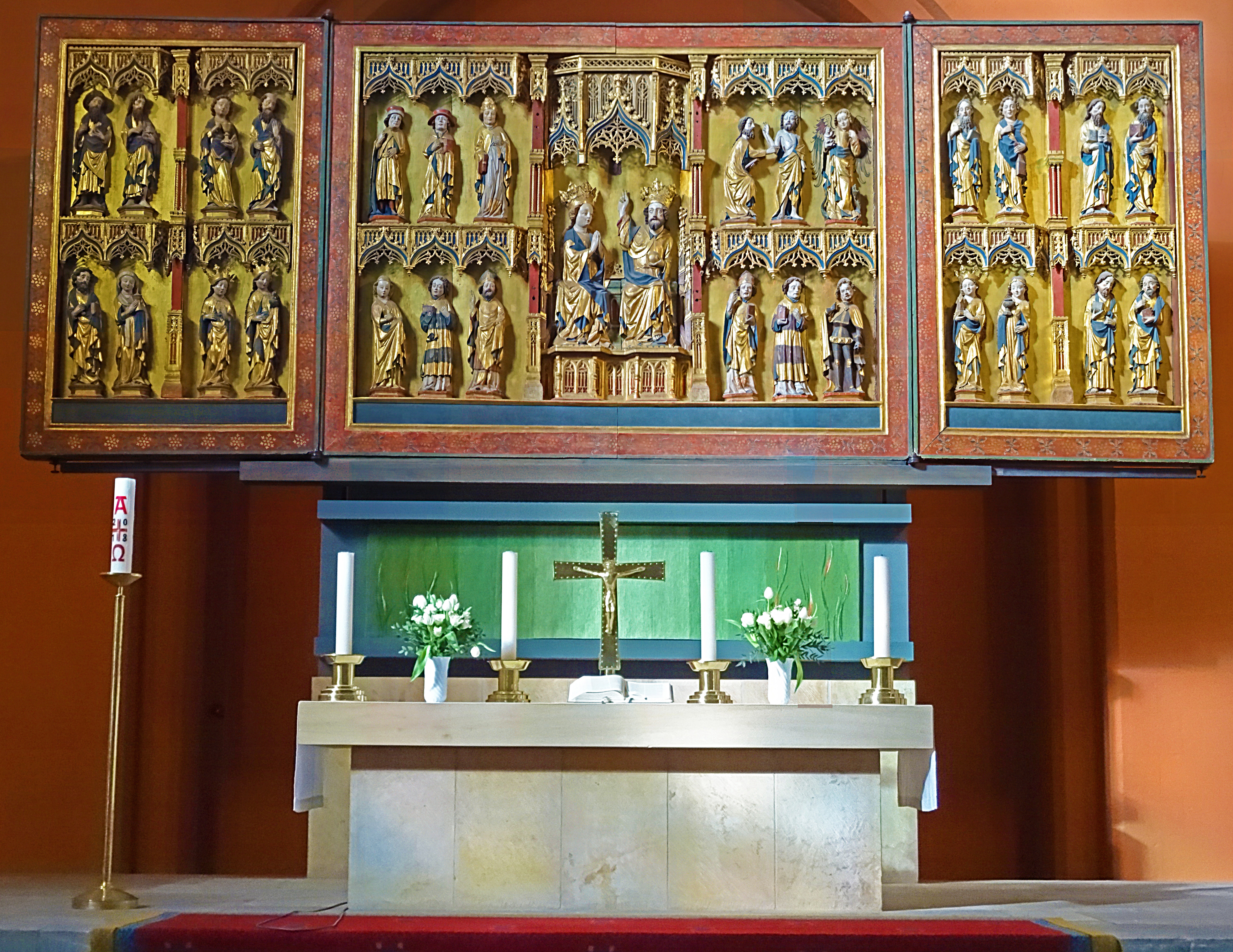
Altar um 1445 aus Erfurter Schule

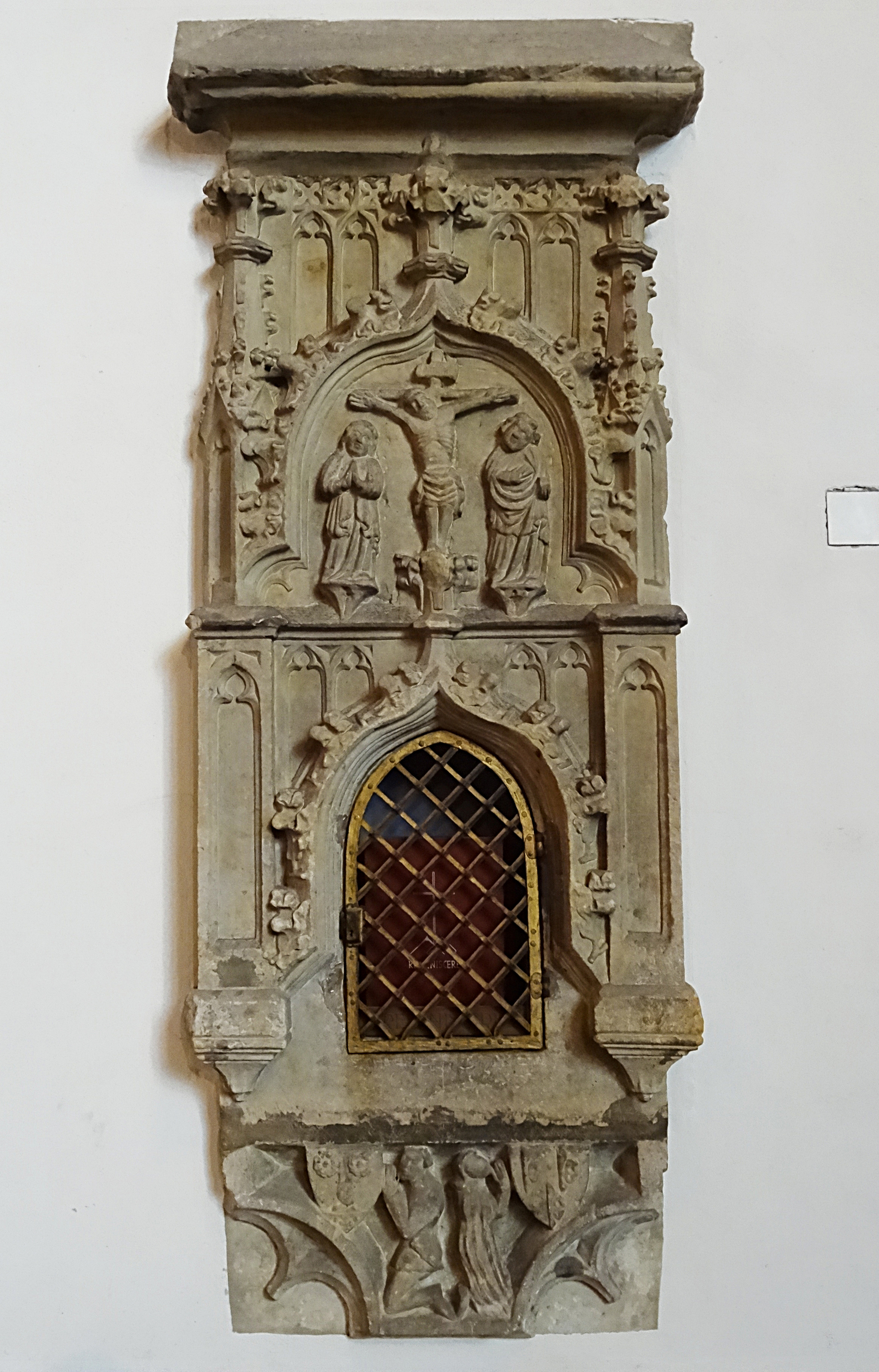
Sakramentshäuschen aus der alten Thomaskirche

Die Thomaskirche ist eine einschiffige, kreuzförmige Kirche im Stil der Neugotik, die sich 51,2 Meter in der Länge und 28,0 Meter in der Breite erstreckt. Das Satteldach besitzt eine Höhe von 25,6 Metern und die Umfassungsmauern bestehen aus Ziegelsteinen, die mit Kalkstein verblendet sind. Im Süden erhebt sich der Kirchturm, der eine rechtwinklige Grundfläche besitzt und mit seiner Höhe von 72 Metern zu den Höchsten unter den Erfurter Kirchen gehört. Im Inneren enthält er ein vierstimmiges Geläut und trägt in Höhe der Glocken mehrere spitzbogige Fenster. Den Abschluss bilden eine Steingalerie und eine achteckige, kupfergedeckte Turmspitze, die nach Vorbild der alten Thomaskirche in jeder Himmelsrichtung eine Turmuhr mit aufgesetzter Spitze trägt. Das Langhaus bietet für insgesamt 2000 Menschen Platz und ist im Gegensatz zu vielen anderen Kirchen zusammen mit dem Hauptaltar nach Norden ausgerichtet. An die Nordseite der Kirche schließen sich eine Kapelle und ein Kirchensaal an, dessen Kellergewölbe unter anderem als Bandproberaum genutzt wird. Das Hauptportal im Süden, auch Thomasportal genannt, wird links von einer Paulus- und rechts von einer Thomasfigur mit Baldachin flankiert und auf jeder Seite von vier Säulen geschmückt. Ursprünglich befand sich über dem Portal noch eine Christusfigur, die jedoch bei dem Bombenangriff am Karsamstag 1945 verloren ging. Die Tür des Hauptportals gliedert sich in zwölf Felder, die jeweils mit einer Relieftafel aus Bronze nach Entwürfen von Werner Stötzer besetzt sind und verschiedene Szenen aus dem Leben des Apostels Thomas darstellen. Darunter befindet sich zum Beispiel die Begegnung zwischen Thomas und dem auferstehenden Christus (Joh. 20) sowie das Thomasbekenntnis Mein Herr und mein Gott (Joh. 20,28).
Nach Durchschreiten des Hauptportals gelangt man zunächst in das Turmuntergeschoss, das zugleich als Eingangshalle dient und über zwei Treppenaufgänge Zugang zur darüber liegenden Orgelempore bietet. In nördliche Richtung des Turms schließt sich das Langhaus an, das ausgehend von der Orgel links und rechts von einer steinernen Empore flankiert wird. An der Nordwand der östlichen Empore hängt eine an ein Kreuz genagelte Christusplastik, die von dem Erfurter Künstler Hans Walter 1952 geschaffen wurde. Sie soll an die Zerstörung der Kirche durch Bomben und ihren Wiederaufbau trotz schwieriger Bedingungen erinnern. Zu den größten Kostbarkeiten der Thomaskirche zählt ein dreiflügeliges Retabel aus dem Jahr 1445, das 6 Meter breit und 2,3 Meter hoch ist und auf dem Altar steht. Es gehört zu dem Ensemble der vier wertvollen Erfurter Schnitzaltäre und wurde vermutlich zwischen 1440 und 1448 durch den Mainzer Erzbischof Dietrich Schenk von Erbach gestiftet. In der Mitte des Retabels wird die Krönung von Maria durch Christus und in der oberen Reihe rechts davon die Begegnung des Thomas mit Christus dargestellt. Seit einer Restaurierung sind die Flügel wieder beweglich, deren Rückseite Szenen aus der Passion Christi zeigen und die während der Passionswochen geschlossen werden. Links vom Altar an der Ostwand befindet sich ein Sakramentshäuschen von 1440, das von Hans Heilwig zur Erinnerung an seine Ehefrau Künne von Milwitz gestiftet wurde und rechts an der Westwand ein Relief des Apostels Thomas von 1440. Dieses zeigt den heiligen Thomas und dessen Wappen, ein Hund mit einem Arm im Maul.
Neben Gottesdiensten werden auch regelmäßig musikalische Veranstaltungen in der Kirche durchgeführt.

## Orgel

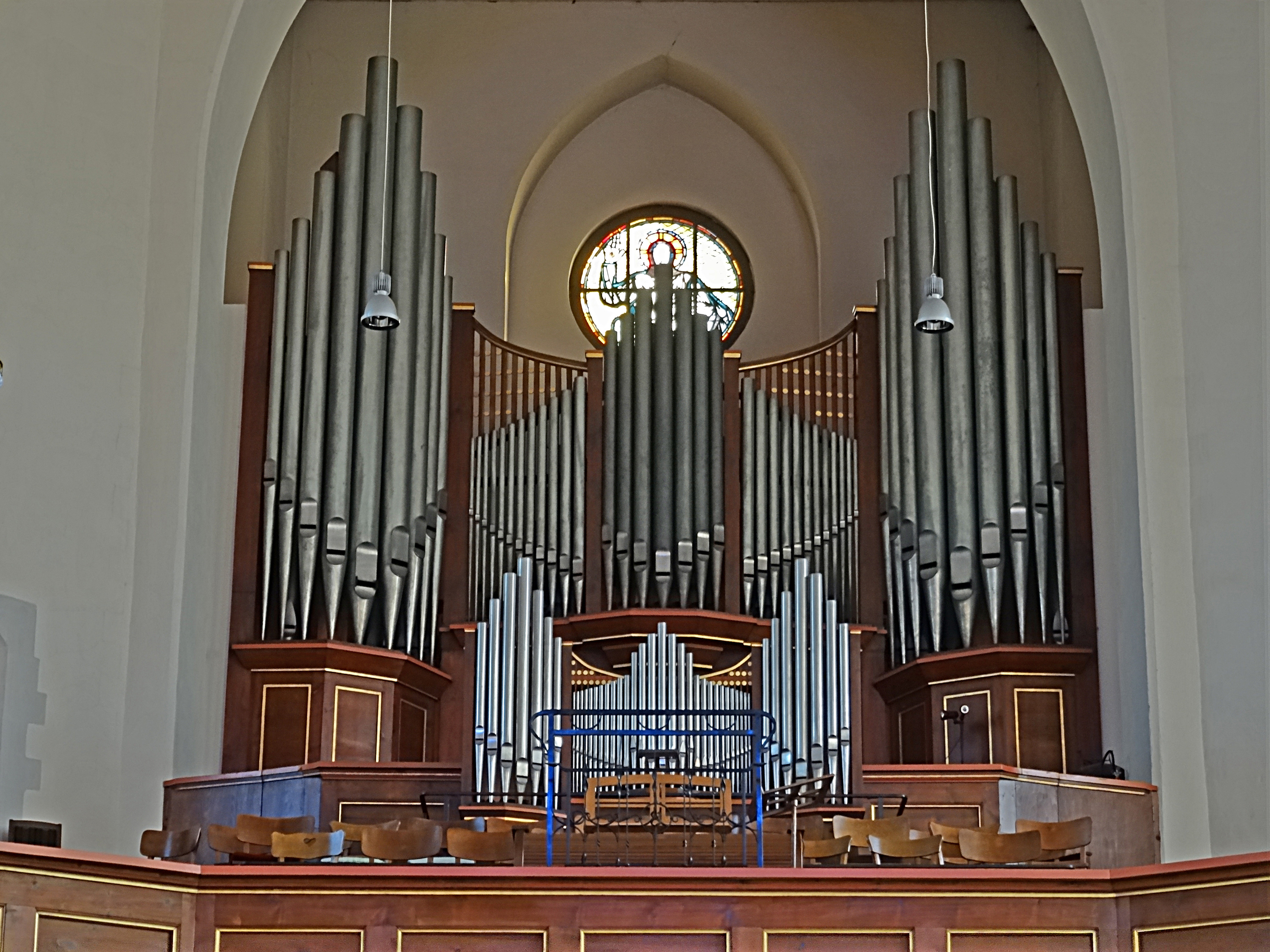
Schuke-Orgel

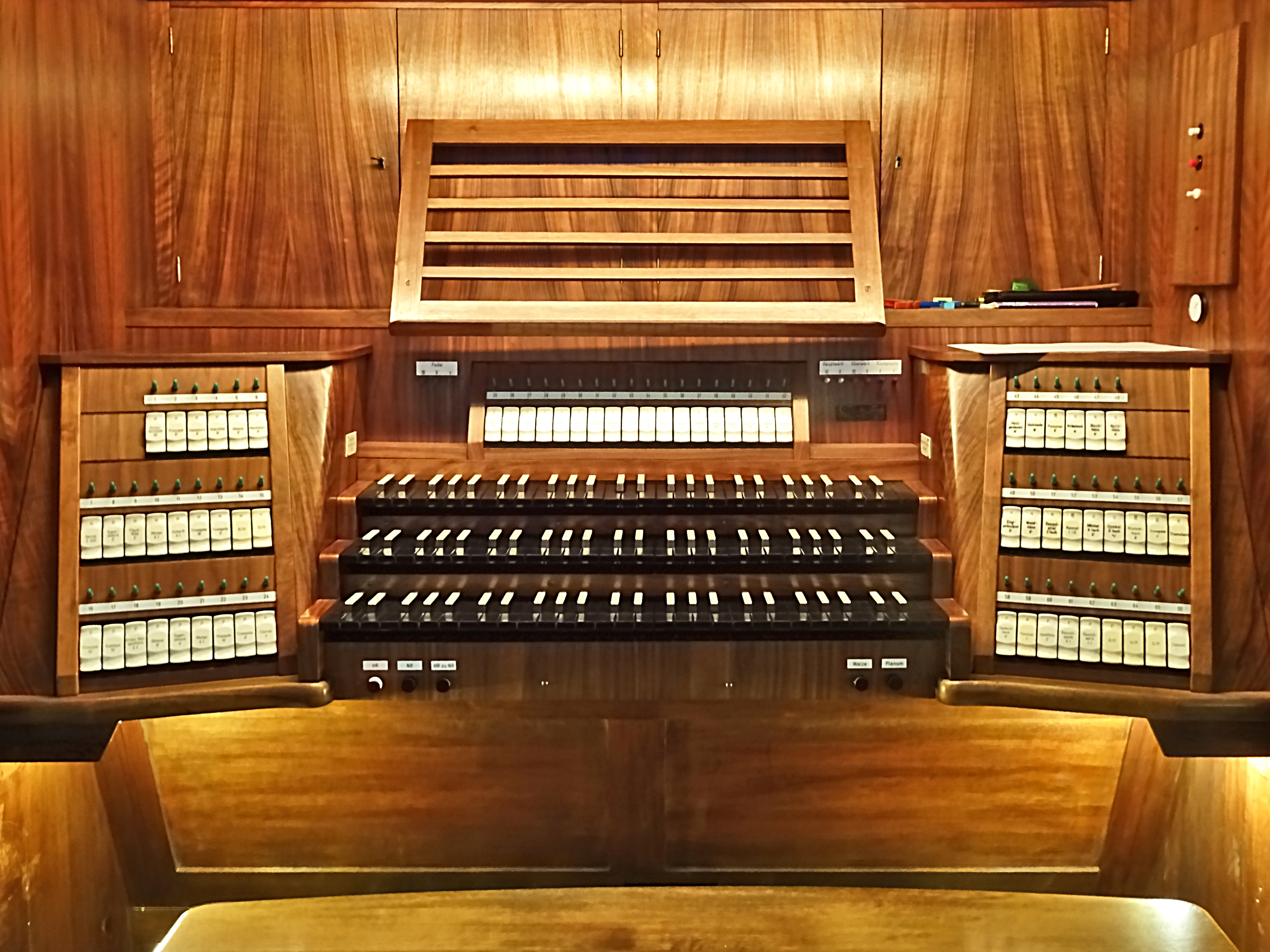
Spieltisch der Schuke-Orgel

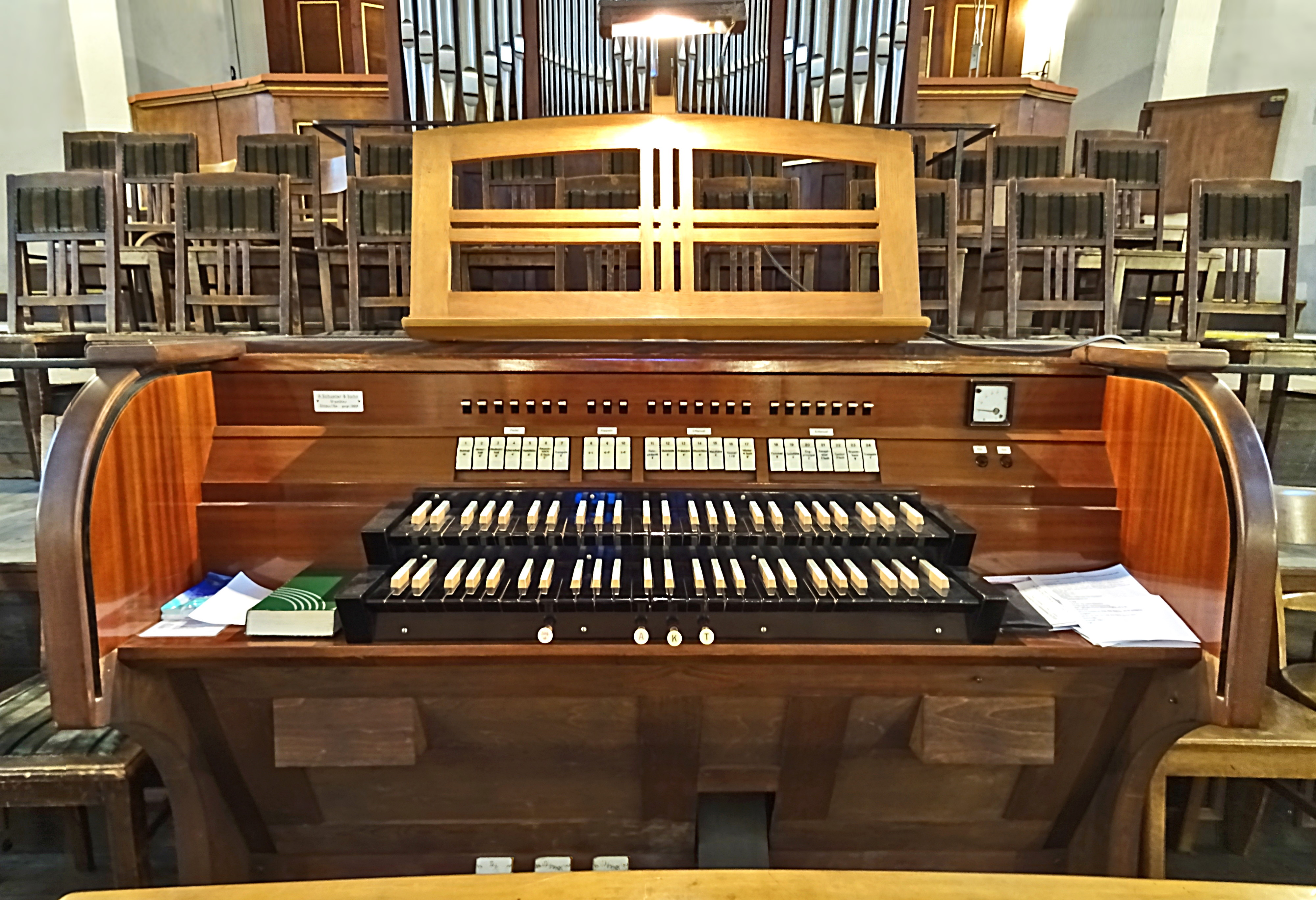
Spieltisch Schuster-Rückpositiv

Vor dem Zweiten Weltkrieg besaß die Thomaskirche eine Orgel die Wilhelm Sauer 1902 mit drei Manualen, Pedal und 46 Registern erbaut hatte und von der Orgelbaufirma E. F. Walcker & Cie. aus Ludwigsburg 1928 und 1934 umgebaut und erweitert wurde auf vier Manuale und 74 klingende Register. Diese Orgel wurde jedoch durch einen Bombenangriff am Karsamstag 1945 zerstört. Das heutige Instrument schuf Alexander Schuke Potsdam Orgelbau in den Jahren 1950, 1953 und 1993. Es umfasst 57 Register auf drei Manualen und Pedal mit 4050 Pfeifen. Die Spieltrakturen der Orgel sind mechanisch, die Registertrakturen pneumatisch.
| I Rückpositiv C–g3 |                |       |
| 1.                 | Holzgedackt    | 8′    |
| 2.                 | Quintadent     | 8′    |
| 3.                 | Pommer         | 8′    |
| 4.                 | Prästant       | 4′    |
| 5.                 | Blockflöte     | 4′    |
| 6.                 | Spitzflöte     | 4′    |
| 7.                 | Engprinzipal   | 2′    |
| 8.                 | Waldflöte      | 2′    |
| 9.                 | Nasat          | 1 ⁄3′ |
| 10.                | Sesquialter II | 2 ⁄3′ |
| 11.                | Mixtur IV      |       |
| 12.                | Cimbel III     |       |
| 13.                | Krummhorn      | 8′    |
| 14.                | Trompete       | 4′    |
|                    | Tremulant      |       |

| II Hauptwerk C–g3 |            |        |
| 15.               | Quintadena | 16′    |
| 16.               | Prinzipal  | 08′    |
| 17.               | Rohrflöte  | 08′    |
| 18.               | Gemshorn   | 08′    |
| 19.               | Oktave     | 04′    |
| 20.               | Nachthorn  | 04′    |
| 21.               | Quinte     | 02 ⁄3′ |
| 22.               | Oktave     | 02′    |
| 23.               | Flachflöte | 02′    |
| 24.               | Mixtur VI  |        |
| 25.               | Scharff IV |        |
| 26.               | Trompete   | 16′    |
| 27.               | Trompete   | 08′    |

| III Oberwerk C–g3 |                  |         |
| 28.               | Lieblich Gedackt | 16′     |
| 29.               | Prinzipal        | 08′     |
| 30.               | Dolcan           | 08′     |
| 31.               | Stillgedackt     | 08′     |
| 32.               | Unda maris       | 08′     |
| 33.               | Oktave           | 04′     |
| 34.               | Rohrflöte        | 04′     |
| 35.               | Nasat            | 02 ⁄3′  |
| 36.               | Blockflöte       | 02′     |
| 37.               | Terz             | 01 3⁄5′ |
| 38.               | Hohlquinte       | 01 ⁄3′  |
| 39.               | Septime          | 01 ⁄7′  |
| 40.               | Sifflöte         | 01′     |
| 41.               | None             | 01 8⁄9′ |
| 42.               | Mixtur III–V     |         |
| 43.               | Dulcian          | 16′     |
| 44.               | Schalmey         | 08′     |
|                   | Tremulant        |         |

| Pedal C–f1 |                    |           |
| 45.        | Prinzipal          | 16′       |
| 46.        | Subbaß             | 16′       |
| 47.        | Großsesquialter II | (ak. 32′) |
| 48.        | Oktave             | 08′       |
| 49.        | Gedackt            | 08′       |
| 50.        | Pommer             | 04′       |
| 51.        | Hohlflöte          | 02′       |
| 52.        | Baßaliquote IV     |           |
| 53.        | Rauschwerk III     |           |
| 54.        | Mixtur IV          |           |
| 55.        | Posaune            | 16′       |
| 56.        | Trompete           | 08′       |
| 57.        | Clairon            | 04′       |

- Koppeln: I/II, III/II, I/P, II/P, III/P

## Pfarrer, Diakone und Kantoren der Kirchgemeinde

### Pfarrer
- Alfred Eugen Fritzsche (1893–1902)
- Friedrich August Ludwig Otto Billig (1903–1924)
- Otto Adolf Alfred Kurz (1908–1938)
- Adolf August Karl Moritz Ferdinand Euler (1930–1937)
- Johannes Martin Matthes (1938–1945)
- Johannes Georg Dietrich Mebus (1938–1968)
- Gustav Max Hermann Willi Kurt Pohl (1939–1968)
- Hans-Joachim Burdach (1947–1957)
- Dagobert Boesmann (1958–1966)
- Erhard Voigt (1967–1991)
- Hans Capraro (1969–1989)
- Andreas Lindner (seit 1989)
- Martin Rambow (1992–2007)
- Bianka Uebach-Larisch, vormals Piontek (seit 2008)
- Christoph Knoll (seit 2014)

### Diakone
- Friedrich August Ludwig Otto Billig (1894–1903)
- Johannes Steinbeck (1903–1908)

### Kantoren
- Paul Wutke (1926–1978)
- Walther Seezen (1978–2006)
- Sabine Strobelt (seit 2006)